# Martin Havelka
Martin Havelka (Karlovy Vary, 1958. július 10. – Brno, 2020. október 2.) cseh színész.

## Fontosabb filmjei
Mozifilmek
- Balada pro banditu (1979)
- A napkirály három aranyhajszála (Popolvár najväčší na svete) (1982)
- Csendes öröm (Tichá radosť) (1986)
- Prachy dělaj člověka (2006)
- Dotkni se duhy (2010)
- Westernstory (2011)
- Učitelka (2016)
- Všechno bude (2018)

Tv-filmek
- Jak se stal švec Dratvička tchánem pana krále (1994)
- Jak se Kuba stal mlynářem (1996)
- Můj strýček Archimedes (2018)
- Zrádci (2020)

Tv-sorozatok
- Konec velkých prázdnin (1996, két epizódban)
- Dobrá čtvrť (2005–2008, kilenc epizódban)
- Policajti z centra (2013, három epizódban)
- Život a doba soudce A. K. (2017, két epizódban)